# Blue Monday (chanson de New Order)
Pour les articles homonymes, voir Blue Monday.
Singles de New Order
Temptation
(1982) Confusion
(1983)
Blue Monday est une chanson du groupe New Order, parue en single le 7 mars 1983 chez Factory Records, à Manchester au Royaume-Uni.
Sorti en mars 1983, le maxi 45 tours est le plus vendu de l'histoire de l'industrie musicale,,.
La chanson a été remixée et largement reprise depuis sa version d'origine, et est devenue un hymne populaire dans la scène des clubs de danse.
Blue Monday fait partie de la liste des 660 « chansons qui ont façonné le rock 'n' roll » établie par l'équipe du Rock and Roll Hall of Fame.

## Historique
Après trois singles et un premier album, Movement, sortis entre 1981 et 1982, New Order amorce un virage musical passant d'un son post-punk/new wave noir à une forme plus optimiste, préfigurant la dance alternative : Blue Monday est composé durant l'automne 1982.
D'une durée de sept minutes trente sur son pressage sorti en maxi 45 tours, Blue Monday, en contenant boîtes à rythmes et synthétiseurs, en complément de la voix du chanteur et de la basse, marque la continuité de la musique électro, débutée dans les années 1970 avec Kraftwerk, Throbbing Gristle et Jean-Michel Jarre. Son succès doit beaucoup à l'action du manager du groupe, Rob Gretton.
D'après Bernard Sumner, Blue Monday est le résultat de l'influence de quatre morceaux : les arrangements s'inspirent de Dirty Talk du duo italien post-disco Klein + M.B.O., tandis que la ligne de basse est empruntée pour partie au titre disco You Make Me Feel (Mighty Real) de l'américain Sylvester et a une ligne de basse présente sur la bande originale du film. Le beat vient d'un autre titre disco, Our Love de Donna Summer. Enfin, le début et la fin de Blue Monday utilisent un sample tiré de Uranium, titre de l'album Radio-Activity (1975) du groupe Kraftwerk.
Ce titre devient le maxi 45 tours le plus vendu en Angleterre avec plus d'un million d'exemplaires. En 2002, Blue Monday a été classée  76e meilleure vente de singles de tous les temps au Royaume-Uni.
Le titre, en version longue, n'est repris que dans les versions vinyle et cassette américaines du deuxième album de New Order Power, Corruption and Lies, pas dans l'édition réservée à l'Europe. De même, il sort dans la version CD de cet album en 1986 mais seulement aux États-Unis.
En France, le morceau s'est classé seulement à la trente-huitième place du hit-parade et s'est vendu à 80 000 exemplaires.
Le titre a fait l'objet de plusieurs remixes : sans oublier le morceau The Beach en face B du maxi originel qui constitue déjà une forme de remix du titre principal (que certains Deejays vont combiner en club avec la face A obtenant ainsi une plage sonore de plus de 14:30 minutes), un nouvel assemblage sonore sort en avril 1988, produit par Quincy Jones, intitulé Blue Monday 1988, avec une pochette inspirée des motifs en « rotoreliefs » de Marcel Duchamp, titre qui obtient également un succès dans les hit-parades, l'autre en juillet 1995, produit par New Order, et intitulé Blue Monday-95, d'une durée de 8:35 minutes.
En raison de la pochette particulière du maxi, conçue par le designer habituel du label Factory Records, Peter Saville, assisté ici de Brett Wickens (en), qui s'inspire d'une disquette 5,25 pouces d'ordinateur et comporte un certain nombre de découpages et de défonces, chaque exemplaire vendu du single a coûté de l'argent au groupe au lieu de lui en rapporter, entraînant de grosses pertes financières pour le label qui pressait le disque,. L'édition hollandaise présente un décalage des découpage qui en font une édition particulière.
Le titre fut joué en concert pour la première fois en novembre 1982. Le 1er décembre 1983, le groupe joue une version unique de Blue Monday combinée avec Love Reaction de Divine, titre qui s'était grandement inspiré quelques mois plus tôt de Blue Monday.
Fin des années 1980, le groupe enregistre des paroles différentes pour une publicité commerciale pour le soda Sunkist. Certains de ces enregistrements seront utilisés pour le remix de 1995 de Steve 'Silk' Hurley.

## Classements hebdomadaires
| Classement (1983)                      | Meilleure position |
| -------------------------------------- | ------------------ |
| Royaume-Uni (Official Charts Company)  | 9                  |
| Royaume-Uni (UK Indie Chart OCC)       | 1                  |
| Allemagne (Media Control AG)           | 2                  |
| Autriche (Ö3 Austria Top 40)           | 4                  |
| Belgique (Flandre Ultratop 50 Singles) | 7                  |
| Nouvelle-Zélande (RMNZ)                | 2                  |
| Suisse (Schweizer Hitparade)           | 10                 |
| France (IFOP)                          | 38                 |

| Classement (1988)                      | Meilleure position |
| -------------------------------------- | ------------------ |
| Allemagne (Media Control AG)           | 3                  |
| Australie (ARIA)                       | 4                  |
| Belgique (Flandre Ultratop 50 Singles) | 14                 |
| Nouvelle-Zélande (RMNZ)                | 1                  |
| Pays-Bas (Single Top 100)              | 4                  |
| Suisse (Schweizer Hitparade)           | 9                  |

| Classement (1995)            | Meilleure position |
| ---------------------------- | ------------------ |
| Allemagne (Media Control AG) | 54                 |
| Suède (Sverigetopplistan)    | 38                 |

## Reprises notables
| Artiste                                      | Titre (si différent de Blue Monday)        | Album                            | Année |
| -------------------------------------------- | ------------------------------------------ | -------------------------------- | ----- |
| Divine                                       | Love Reaction interpolation de l'original  | The Story So Far                 | 1984  |
| Lord Horror with the Savoy Hitler Youth Band | Blue Monday (Cadillac Ranch)               | Blue Monday                      | 1986  |
| Orgy                                         |                                            | Candyass                         | 1998  |
| Flunk                                        |                                            | For Sleepyheads Only             | 2002  |
| Flunk                                        |                                            | Walking Tall                     | 2004  |
| Nouvelle Vague                               |                                            | Bande à Part                     | 2006  |
| Jonathan Davis                               |                                            | Tournée Alone I Play             | 2007  |
| Kylie Minogue                                | Can't Get Out of My head (Blue Monday Mix) | Boombox                          | 2009  |
| The Jolly Boys                               | [ 33 ]                                     | Great Expectation                | 2010  |
| Clan of Xymox                                |                                            | Kindred Spirits                  | 2012  |
| Orkestra Obsolete                            |                                            |                                  | 2016  |
| Delphi                                       |                                            |                                  | 2016  |
| What a day                                   | [ 34 ]                                     |                                  | 2017  |
| Nada Surf                                    | [ 35 ]                                     | (en concert)                     |       |
| Health                                       |                                            | Bande originale de Atomic Blonde | 2017  |
| Walkmen Lab                                  |                                            | Album                            | 2016  |
| Above & Beyond                               |                                            |                                  | 2020  |